# Sinophloeus porteri
Sinophloeus porteri is een keversoort uit de familie snuitkevers (Curculionidae). De wetenschappelijke naam van de soort werd in 1922 gepubliceerd door Brethes.